# Owocożer czerwonobrzuchy
Owocożer czerwonobrzuchy (Ptilinopus greyi) – gatunek średniej wielkości ptaka z rodziny gołębiowatych (Columbidae). Występuje w nizinnych lasach na Nowej Kaledonii, wyspach Santa Cruz i Vanuatu. Jest powszechny w większości swojego zasięgu.

## Systematyka
Gatunek został opisany w 1857 przez Charles’a Luciena Bonapartego. Jest najbliżej spokrewniony z owocożerem srebrnogłowym, krasnogłowym i szaroszyim. Nie wyróżnia się podgatunków.

## Środowisko
Głównie lasy deszczowe. Przebywa w górnych partiach koron drzew. Występuje na obszarach nizinnych i wzniesieniach do 900 m n.p.m. Lata nisko nad koronami drzew.

## Wygląd
Ma 21–24 centymetry i waży 85–110 g. To zielony ptak. Ma fioletowo-czerwoną plamę na brzuchu i koronę o takiej samej barwie na głowie. Dorosłe osobniki obydwu płci są do siebie dość podobne, chociaż znajdująca się na głowie plama koloru jest mniejsza u samicy. Młode osobniki nie posiadają tego oznaczenia, przez co bywają mylone z owocożerem plamoskrzydłym.

## Status
Międzynarodowa Unia Ochrony Przyrody (IUCN) uznaje owocożera czerwonobrzuchego za gatunek najmniejszej troski (LC – Least Concern) nieprzerwanie od 1988 roku. Trend liczebności populacji uznaje się za stabilny.